# Marton István (politikus)
Marton István (Celldömölk, 1943. június 21. – Nagykanizsa, 2015. április 19.) politikus, 2006 és 2010 között Nagykanizsa polgármestere.

## Életpályája
Nős, két gyermek apja. Középiskolai tanulmányait Miskolcon végezte, ezt követően a Nehézipari Műszaki Egyetemen gépészmérnöki (1968), majd 1977-ben gazdasági mérnöki diplomát szerzett.
1962-63-ban a DÉDÁSZ üzemviteli technikusa, 1968-ban az OGIL fejlesztő mérnöke, 1969 és 1982 között a Kanizsa Bútorgyár mechanikai és energetikai osztályvezetője, majd az üzem- és munkaszervezési osztály vezetője volt. 1982 és 1991 között, mint a Középdunántúli Gázszolgáltató kereskedelmi osztályvezetője dolgozott.
1990-2002 önkormányzati képviselő, az első ciklusban a Pénzügyi Ellenőrző Bizottság, majd az Oktatási, Kulturális és Sport Bizottság elnöke volt. 1994 és 1998 között a Pénzügyi Bizottság elnökévé választották. A harmadik ciklusban az Ügyrendi és Közrendi Bizottság tagjaként tevékenykedett.
Emellett 1994 és 2002 között a Dél-zalai Víz-és Csatornamű Rt. vezető testületének tagja, 2002 és 2006 között az önkormányzat Pénzügyi Bizottságának tagja volt. 2006-ban, immár nyugdíjasként Nagykanizsa polgármesterének választották. (Fidesz-KDNP) Hivatalba lépését követően hamarosan hatalmi harcok kezdődtek közte és alpolgármestere, Cseresnyés Péter (Fidesz-KDNP) között, melynek eredményeképpen a képviselő-testület Fidesz-frakciója megvonta bizalmát a polgármestertől, ám ezzel a képviselőcsoport elvesztette közgyűlési többségét, ugyanis két képviselő (Polai József és Horváth István) kilépett a Fidesz-frakcióból.  2009-ben Marton István a két távozó városatyával együtt létrehozta a Kanizsáért Frakciót, amely az alapját képezte a 2010-es önkormányzati választáson jelölteket állító és egyesületként bejegyzett Kanizsáért Közéleti Egyesületnek. Marton István 2010-ben a KKE polgármester-jelöltjeként a szavazatok 19,91 százalékának megszerzésével az addigi alpolgármester mögött a második helyen végzett, de kompenzációs listáról bekerült a nagykanizsai közgyűlésbe. 2014-ben az ÖNÉRT polgármester-jelöltjeként LMP támogatással a szavazatok 10,14 százalékának megszerzésével az ötödik helyen végzett, de kompenzációs listáról bekerült a nagykanizsai közgyűlésbe. 
Marton István a Magyar Sakkszövetség aktív tagja volt.

## Külső hivatkozások
- Marton István adatlapja a Magyar Sakkszövetségben